# 孽海情潮
《孽海情潮》（英語：The Deep Blue Sea）是一部由阿纳托尔·利特瓦克执导的1955年英国剧情片，由费雯·丽和肯内特·默勒主演，由二十世紀福斯发行。根据泰論斯·瑞提耿的同名戏剧而制作。

## 剧情
讲的是一个对毫无激情的婚姻感到不快的女人为了一个更年轻、更热情的情人而离开她的丈夫的故事。

## 制作
肯内特·默勒起初是这部电影的唯一主要成员（其也曾出演过1954年的英国广播公司版），因为亚历山大·科达希望使用更著名的演员。默勒总觉得这是一个错误，尤其是对于费雯·丽而非佩吉·阿什克羅福特的出演。默勒并不喜欢电影的拍摄过程，感觉宽银幕的使用和对原剧的改变减少了故事的亲密感。他还觉得他和费雯·丽的关系很差。
影片目前未发行DVD版本。2013年，本片作为英國電影協會费雯·丽季的一部分被肖恩·奥康纳罕见地放映，他是2011年特伦斯·戴维斯执导的《孽海情潮》的制片人。

## 演员
- 费雯·丽 饰 海丝特·科利尔
- 肯内特·默勒 饰 弗雷迪·佩奇
- 埃里克·波特曼 饰 米勒
- 埃姆林·威廉斯 饰 威廉·科利尔爵士
- 莫伊拉·利斯特 饰 唐·麦克斯韦
- 阿历克·麦科恩 饰 肯·汤普森
- 丹迪·尼科尔斯 饰 埃尔顿夫人
- 吉米·汉利 饰 代瑟·德斯顿
- 米丽亚姆·卡林 饰 招待员
- 希瑟·撒切 饰 道森夫人
- 比尔·夏恩 饰 高尔夫球手
- 布赖恩·尔顿 饰 醉鬼
- 吉布·麦克劳克林 饰 营业员
- 阿瑟·希尔 饰 杰基杰克逊
- 席德·詹姆斯 饰 酒吧外面的人

## 反响
电影在美国是一个票房炸弹，“对于美国观众来说，这是一个棘手的话题。”默勒说。

## 奖项
- 1956年肯内特·默勒被提名为英国电影学院奖最佳英国演员奖
- 1956年泰論斯·瑞提耿被提名为英国电影学院奖最佳英国编剧奖
- 1955年肯内特·默勒获得威尼斯影展最佳男演员奖
- 1955年阿纳托尔·利特瓦克被提名为威尼斯电影节“金狮奖”